# Тлакаелель
Тлакаелель (1397 — 1487) — брат-близнец, постоянный и верный советник правителя ацтеков Теночтитлана Монтесумы I. Занимал при нём должность чихуакоатля (вице-король ацтеков и одновременно префект Мехико). После смерти Монтесумы Тлакаелель должен был занять место правителя (по официальной версии Монтесума, предчувствуя приближение смерти, сам предложил ему это место), но на специальном заседании совета по выборам правителя, где, кстати, присутствовал и правитель Тескоко Несауакойотль и правитель Тлакопана Тотокиуатцин, Тлакаелель отказался стать правителем из-за своего преклонного возраста. Поэтому было принято решение «короновать» Ашайакатля — внука Монтесумы и Ицкоатля. Но известно, что у Монтесумы были два законных сына: Мачималли и Икеуатцин. Возможно, что Ашайакатль получил власть именно благодаря Тлакаелелю. После смерти Ашайакатля правил его брат Тисок. Его правление оказалось недолгим. Он был убит, отравлен противниками, вероятно из-за военных неудач. После смерти Тисока началась борьба за престол. Имелись две возможные кандидатуры: Ауисотль, младший брат Ашайакатля и Тисока, и Тлакаелель. Правитель Тескоко отдавал предпочтение Тлакаелелю, но Ауисотль не собирался отступать. Старик Тлакаелель, в очередной раз сославшись на преклонный возраст, отказался править, тем самым передав бразды правления Ауисотлю. Но в то же время Тлакаелель был покровителем нового императора ацтеков до самой смерти, то есть сохранял право контроля действий Ауисотля.